# Rumilly (Haute-Savoie)
Rumilly település Franciaországban, Haute-Savoie megyében. Lakosainak száma 16 082 fő (2022. január 1.). Rumilly Bloye, Boussy, Marigny-Saint-Marcel, Massingy, Moye, Sales és Vallières-sur-Fier községekkel határos.

## Népesség
A település népessége az elmúlt években az alábbi módon változott:
| Lakosok száma | 14 542 | 14 931 | 15 646 | 15 379 | 15 373 | 15 768 | 15 944 | 15 998 | 16 082 |
|               | 2013   | 2015   | 2016   | 2017   | 2018   | 2019   | 2020   | 2021   | 2022   |